# Hennig Brand
Hennig Brand lub Henning Brand (ur. ?, zm. XVII w.) – niemiecki alchemik. W 1669 roku odkrył fosfor.

## Życiorys
O życiu Branda niewiele wiadomo. Nieznana jest ani data jego urodzenia, ani śmierci. Informacje o życiu Branda pochodzą głównie z jego korespondencji z Gottfriedem Wilhelmem Leibnizem (1646–1716).
W młodości był oficerem, a później praktykował w Hamburgu jako lekarz, bezprawnie używając tytułu dr. med. Dzięki ożenkowi zdobył majątek, który stracił, finansując swoje eksperymenty alchemiczne. Wierzył, że jest w stanie uzyskać złoto z moczu. 
W 1669 roku podczas eksperymentów z moczem przez przypadek odkrył fosfor. Po odparowaniu jego dużej objętości (rzędu 50–60 wiader) i prażeniu pozostałości uzyskał białą substancję o konsystencji wosku, emitującą w ciemności światło. Nazwał ją  kaltes Feuer („zimny ogień”). Ostatecznie nowy pierwiastek nazwano phosphoros, co z greki oznacza „niosący światło”. 
Metodę pozyskania fosforu sprzedał za 200 talarów alchemikowi Johannowi Danielowi Kraftowi. Swój eksperyment zademonstrował Johanneswi Kuncklowi (1630–1703). O odkryciu wiedzieli także Johann Joachim Becher (1635–1682) i Robert Boyle (1627–1691). Wszyscy byli wkrótce w stanie samodzielnie wytwarzać fosfor. 
O Brandzie jako pierwszym odkrywcy fosforu pisał Leibniz, który sprowadził Branda na dwór do Hanoweru i zlecił wyprodukowanie większej ilości fosforu. Jednak oferowane wynagrodzenie było niewystarczające, by Brand mógł utrzymać swoją liczną rodzinę. By poprawić swoją sytuację, Brand starał się za pośrednictwem Leibniza zdobyć pracę jako ekspert górnictwa w Kompanii Wschodnioindyjskiej. Śmierć księcia Brunszwiku-Lüneburga w 1679 roku pozbawiła go perspektywy nowego zatrudnienia; najprawdopodobniej z powodu śmierci księcia nie wypłacono Brandowi należności za prace już wykonane. Brand wrócił do Hamburga, gdzie ślad po nim zaginął.  